# Ель (фотоаппарат)
Ель (репродукционная установка «С-64») — полуформатный шкальный фотоаппарат специальной конструкции, предназначен для технической съёмки документов (репродукционные работы) и для создания микрофильма. В последующий длительный период этот аппарат в обиходе стали назвать «Ёлка» (или «Ёлочка»), и это жаргонное название даже упоминалось в официальных документах.
Фотоаппарат не предназначен для бытовой съёмки, так как не имеет видоискателя, а объектив рассчитан на дистанцию фокусировки от 10 до 40 см.
Фотоаппарат «Ель» устанавливается на штатив специальной конструкции, состоящий из горизонтального основания (для размещения документов), вертикальной стойки с кронштейном для перемещения аппарата (для кадрирования) и осветителей с лампами накаливания.

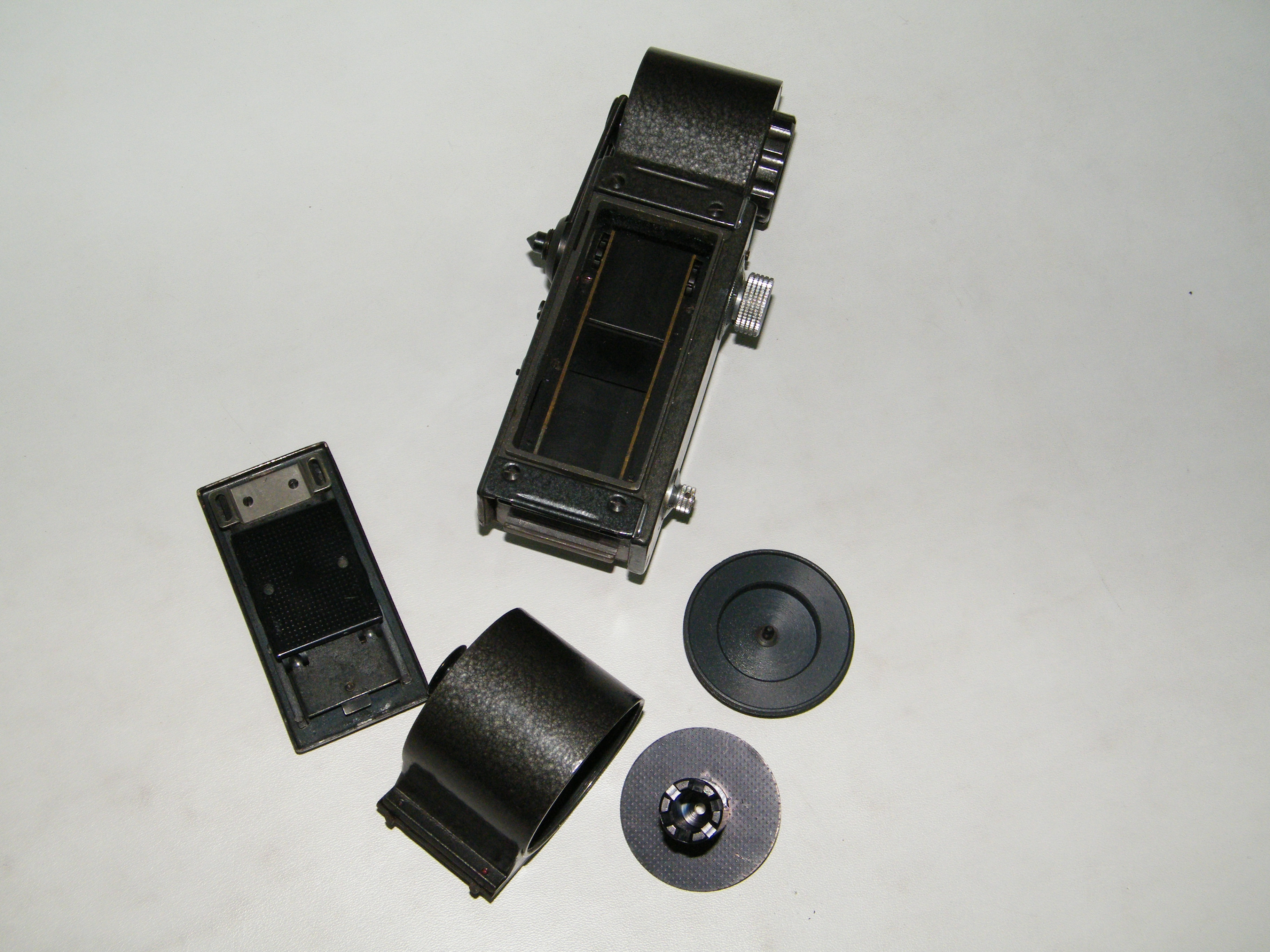
«Ель» в разобранном виде

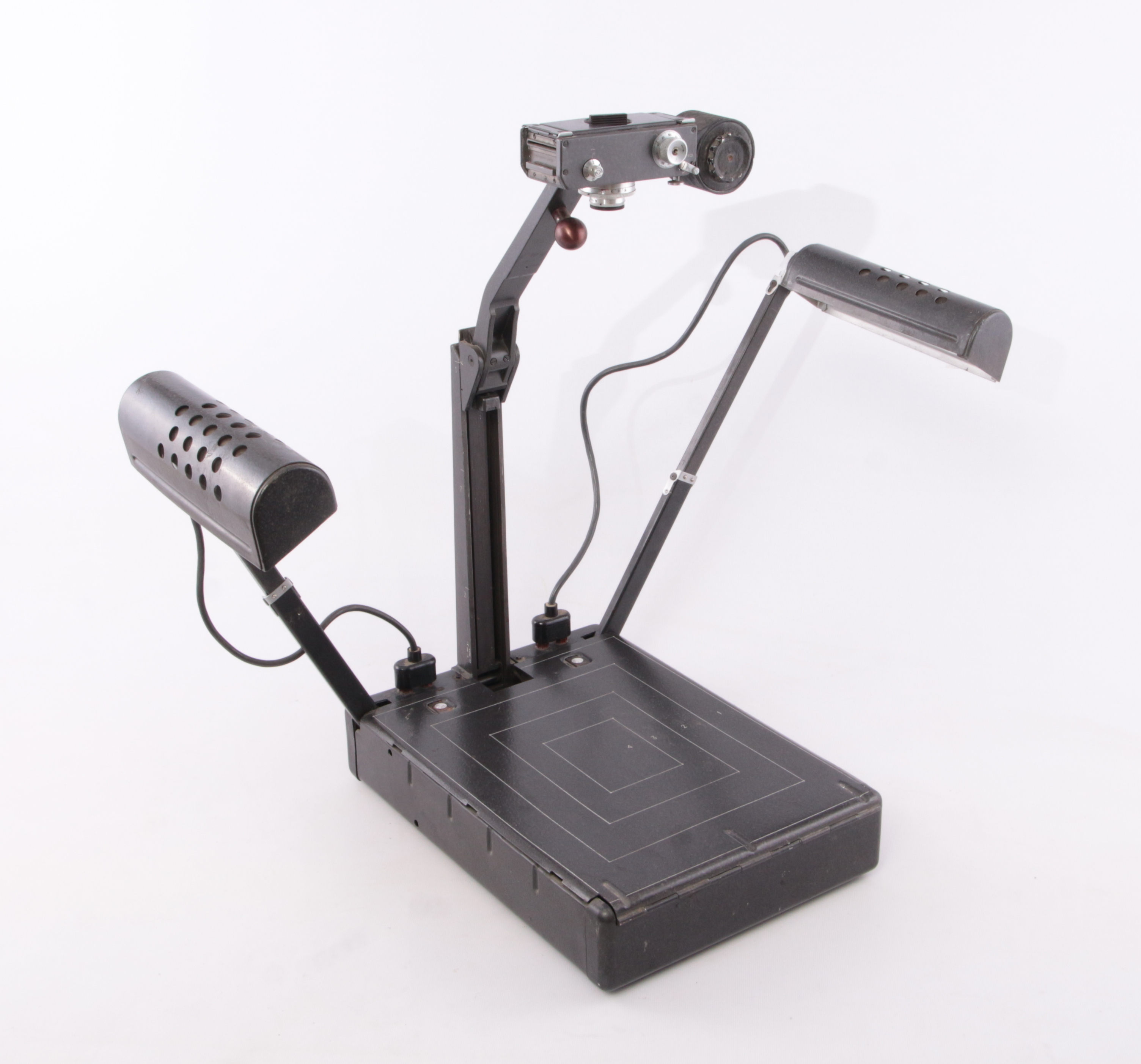
Репродукционная установка С-64

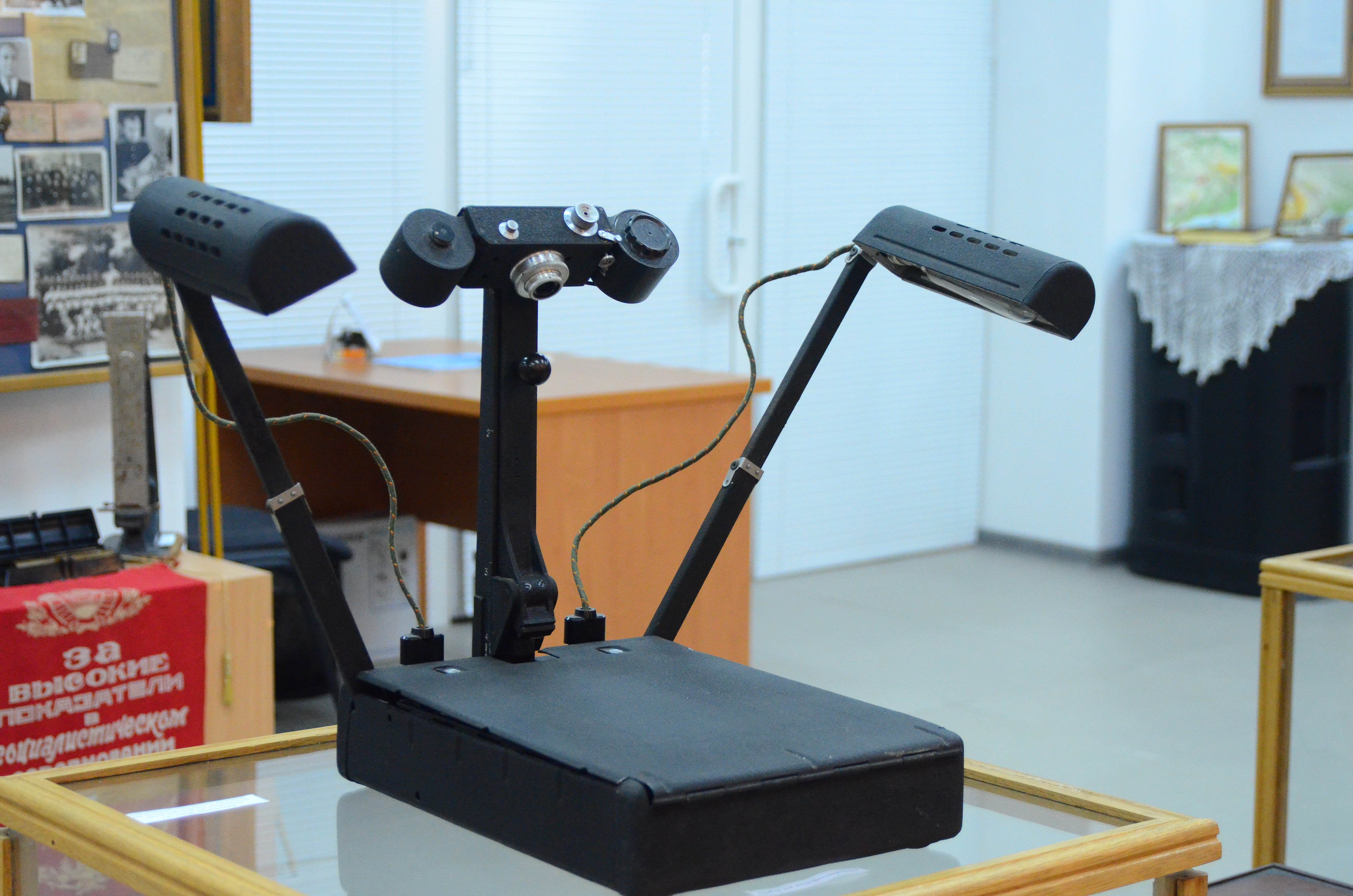
Репродукционная установка «С-64» в сборе

## Технические характеристики
- Корпус металлический с двумя сменными кассетами для фотоплёнки особой конструкции (подающая и приёмная).
- Размер кадра 18 × 24 мм.
- Кассета рассчитана на 35-мм перфорированную киноплёнку, запас плёнки обеспечивает получение 400 снимков. Счётчик кадров автоматический с ручной установкой первого кадра.
- Взвод затвора головкой, сблокирован с перемоткой плёнки. Аппарат рассчитан на применение внешнего съёмного электропривода. Обратная перемотка не предусмотрена, кассеты меняются местами.
- Спусковая кнопка отсутствует, съёмка возможна только с помощью спускового тросика.
- Фотографический затвор механический фокальный ламельный, выдержки 1/20, 1/10, 1/5, 1/2, 1 с и «выдержка от руки» («В»).
- Объектив «Индустар» 5,6/30, съёмный, просветлённый, диафрагмирование до f/22.
- Фокусировка по шкале расстояний от 10 см до 40 см.
- Видоискатель, синхроконтакт и автоспуск отсутствуют.
- Фотоаппарат имеет нож для отрезания отснятой фотоплёнки.